# 燕京等処行尚書省
燕京等処行尚書省（えんけいとうしょ-こうしょうしょしょう）は、モンゴル帝国によって設置された中国華北地方（モンゴル名：ヒタイ）の統治機関。「燕京」とは金朝の首都「中都」の別称であり、「燕京等処行尚書省」という名称が定められるまでは「燕京行台尚書省」・「燕京行尚書省」・「燕京行省」・「燕京行台」・「中都行省」・「中都行台」といった様々な表記がなされていた。
「燕京等処行尚書省」という名称は第4代皇帝モンケの時期につけられたものであるが、モンゴルの華北（ヒタイ）統治機関そのものは第2代皇帝オゴデイの時期から存在しており、これをモンゴル史研究者は「漢地（ヒタット）統治最高機関」「漢地統治札魯忽赤機関」などと呼称している。モンゴル帝国初代皇帝チンギス・カンの時期から第4代皇帝モンケの時期にかけて華北（ヒタイ）の徴税業務を担ったが、最終的にはモンケの死後クビライが建設した大元ウルスに吸収・併合された。

## 概要

### 華北（ヒタイ）統治機関の起源
モンゴルが勃興する以前、12世紀に華北を支配した金朝では国務統理の機闘である尚書省の執政官が地方に派遣され、その地で尚書省の事務を行う場合に、これを「行尚書省」もしくは「行台尚書省」、略して「行省」と呼称していた。1211年から金朝への侵攻を始めたモンゴル帝国初代皇帝チンギス・カンはその領土の大半を奪い、1215年には金朝から引き上げて今度は西方の中央アジアに侵攻した。モンゴル帝国は河南一帯に残存する金朝への抑えとして国王ムカリ率いる駐屯軍を置いたものの、征服した華北社会に対しては代理人たるダルガチを設置するのみで、征服地の統治に関心を示さなかった。
そのため、華北地方には「漢人世侯」と呼ばれる地方軍閥が勃興し、その中でも特に大規模な勢力の持ち主（東平の厳実、済南の張栄など）は金朝の慣習に従って「行省」と呼称されていた。一方、華北に駐屯したモンゴル軍司令官ムカリは「都行省」の称号で呼ばれており、またかつて金朝の首都であった中都（＝燕京）に駐屯する石抹咸得卜は「燕京行尚書省」と称していた。これらはいずれもモンゴル帝国から正式に認められた呼称ではなく、当時の漢人が軍閥なりモンゴル駐屯軍の指揮官を金朝の地方最高機関たる「行省」と仮に呼称したものに過ぎない。
モンゴル帝国の漢地統治において大きな転機となったのはマフムード・ヤラワチの赴任で、『元朝秘史』はヤラワチの赴任について以下のように記している。
このように、漢地（ヒタイ）統治のために中都（＝燕京）に派遣されたヤラワチは燕京に駐屯する石抹咸得卜、ジャバル・ホージャらを部下として、漢地統治機関＝燕京等処行尚書省の前身を設立した。この統治機関の権限が燕京一帯に限定されたものではなく、モンゴルの支配下にある漢地全体に及んでいたことは、ヤラワチの配下にあって燕京に駐屯するジャバル・ホージャが「黄河以北鉄門以南天下都達魯花赤」と称されていたことにも現れている。

### 第2代皇帝オゴデイの治世
1229年第2代皇帝オゴデイが即位すると、即位後最初の大事業として金朝への遠征が行われることが決定され、その下準備としてヒタイ（漢地）で徴税・挑発のための人口調査が行われることになった。人口調査が行われるに当たって、「戸（家族世帯）」で数えるか「丁（成人男性）」で数えるかという議論があり、結果としてオゴデイはヒタイ（漢地）では「戸」を基準として、中央アジア（西域）では「丁」を基準として数えるよう定めた。この時、それまでヒタイ（漢地）に携わっていたヤラワチは中央アジアでの人口調査を命じられたために漢地を離れ、代わって現地採用官僚たる耶律楚材が漢地における人口調査を命じられた。
漢地における人口調査を命じられた耶律楚材は並行して新たな税制度の確立に努め、翌1230年には十路課税所が設置され、金朝の行政区画に由来する十路（燕京路・宣徳路・西京路・太原路・平陽路・真定路・東平路・北京路・平州路・済南路）ごとに使・副各1員を置いて徴税を担当させた。このように迅速に徴税システムを整備したことが評価され、耶律楚材を首班とする書記局はオゴデイより「中書省の印」を授けられた。ただし、この「中書省」はいわゆる元朝の中央政府統治機関たる中書省とは全くの別物であって、その権限も限定されたものであった。モンゴル帝国内におけるこの「中書省」及び耶律楚材の位置づけについては諸説あるが、少なくともモンゴル帝国全体の統治に関与するものではなかったのは確かである。
1234年に金朝が完全に滅亡すると、新領土も含めた漢地における再度の人口調査を行うことが決定され、新たにシギ・クトクがイェケ・ジャルグチとして燕京に派遣された。この時の人口調査は前回以上に大規模なものとなり、移剌買奴らが新たにジャルグチとして派遣され、1235年（乙未年）に人口調査は完成した。この時完成した戸籍簿は完成年から「乙未籍冊」の名で知られ、後々まで華北一帯の戸籍簿として重用された。シギ・クトクはかつて建国直後のモンゴル帝国において遊牧民の人口調査を行っており、シギ・クトクの作成した遊牧民の戸籍簿（ココ・デプテル＝青冊）に基づいて諸王・功臣への遊牧民分配が行われている。
オゴデイの治世の晩年になると耶律楚材を首班とする中書省の地位は低下し、代わってマフムード・ヤラワチが再び中央アジアから呼び戻され、「ヒタイの諸王国のすべて」がヤラワチに委ねられた。

### 第4代皇帝モンケの治世
1251年にモンケが即位すると、自らの即位に反対した旧オゴデイ・グユク政権の閣僚が粛正されたが、ヤラワチは処分を受けることなく改めてヒタイ（漢地）の統治を委ねられた。モンケはオゴデイ時代と同様に帝国領をヒタイ（漢地）・トルキスタン・イランの3地方に分割し、それぞれヤラワチ、マスウード・ベク、アルグン・アカを総督として統治を委ねていた。
モンケ時期における漢地統治の大きな変化は、従来の統治機関（＝燕京等処行尚書省）に加えて、モンケの弟のクビライが「漠南漢地軍国庶事」を任せられたことにあった。クビライは雲南・大理遠征を成功させた後、肝心の南宋遠征を進めず漢地経営に専念したため、外征の継続を望む皇帝モンケと対立するようになっていった。クビライに対する疑心を懐いたモンケはクビライを南宋遠征軍の司令官から更迭し、クビライの所領に自らの腹心アラムダールを送り込み、クビライの統治権を奪った。アラムダールは漢文史料において「陝西省左丞相」と称されており、この過程で「燕京行省」から「陝西行省」が分離独立したとみられる。
しかし、1259年にモンケが急死すると、次代のカーン位を巡ってクビライとアリクブケとの間で帝位継承戦争が勃発した。この内戦にクビライが勝利すると、「燕京行省」及び「陝西行省」はクビライの設置した統治機関＝中書省（腹裏）に吸収併合され、「燕京行省」は歴史上からその姿を消した。

## 燕京行省所属の官僚

### イェケ・ジャルグチ（大断事官）
- マフムード・ヤラワチ
- シギ・クトク
- ブジル

### ジャルグチ
- ヨリク・テムル
- 移剌買奴
- シリ・ガンボ
- ムングスズ
- サイイド・アジャッル

## モンゴル帝国の三大外地属領
- ヒタイ総督府（燕京等処行尚書省）
- トルキスタン総督府（別失八里等処行尚書省）
- イラン総督府（阿母河等処行尚書省）